# Condado de Duchesne

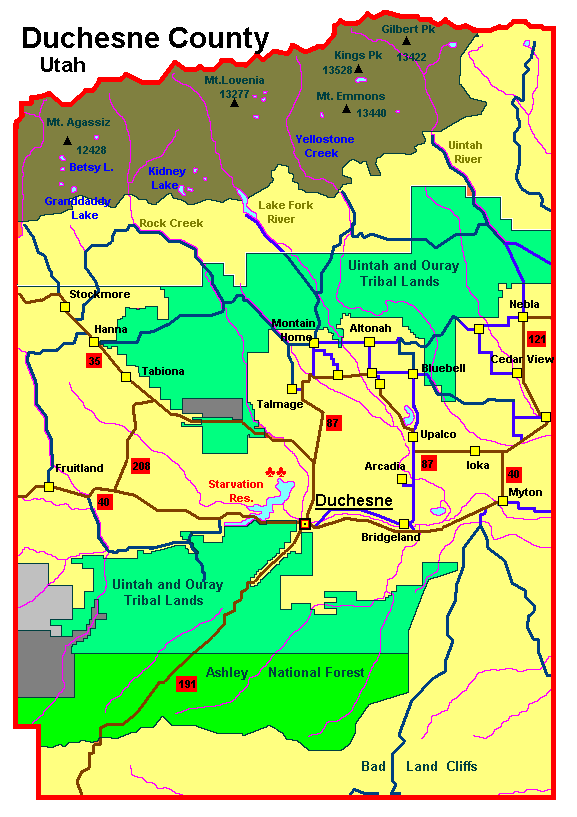
Condado de Duchesne (Utah).

El condado de Duchesne es un condado del estado de Utah, Estados Unidos. En el año 2000 su población era de 14.371. Se estima que en 2005 había crecido hasta los 15.354 habitantes. La capital del condado es Duchesne y la mayor ciudad es Roosevelt.